# William Mellor
William Mellor, född 3 april 1976 i Stockport, är en brittisk skådespelare. Mellor värvades till fotbollslaget Vauxhall Motors FC men skrev aldrig på kontraktet utan inriktade sig på en karriär som skådespelare.

## Filmografi
- Childern's Ward (1990)
- Hollyoaks (1995-1998)
- Is Harry on the Boat? (2002-2003)
- Casualty (2001-2003)
- Two Pints of Lager (And a Packet of Crisps) (2001-)
- Sorted (2006)
- Murder Investigation Team (2003 och 2005)

## Diskografi
- When I need You (1998)
- No Matter What I do